# Jean Rabasse
Jean Rabasse, né en 1961 à Tlemcen alors département français d'Algérie, est un décorateur de cinéma et scénographe français.

## Biographie
Jean Rabasse est un chef décorateur de cinéma renommé et récompensé. Il travaille aussi pour la scène en tant que décorateur et scénographe : ayant travaillé aux décors de Delicatessen, il accompagne Marc Caro quand celui-ci est engagé pour participer à la direction artistique de la cérémonie d'ouverture des Jeux Olympiques d'Albertville en 1992, mise en scène par Philippe Decouflé. Marc Caro quitte l'aventure au bout d'un mois mais Rabasse reste comme scénographe et débute ainsi une collaboration artistique au long cours avec la compagnie DCA de Philippe Decouflé en tant que décorateur. Il a également conçu les décors de plusieurs spectacles du Cirque du Soleil.

## Filmographie
- 1991 : Delicatessen de Jean-Pierre Jeunet et Marc Caro
- 1995 : La Cité des enfants perdus de Jean-Pierre Jeunet et Marc Caro
- 1999 : Astérix et Obélix contre César de Claude Zidi
- 2000 : Vatel de Roland Joffé
- 2001 : Vidocq de Pitof
- 2003 : Innocents - The Dreamers de Bernardo Bertolucci
- 2004 : Crime contre l'Humanité (The Statement) de Norman Jewison
- 2007 : Faubourg 36 de Christophe Barratier
- 2012 : Moi et toi de Bernardo Bertolucci
- 2018 : Climax de Gaspar Noé
- 2019 : J'accuse de Roman Polanski
- 2021 : Vortex de Gaspar Noé
- 2022 : Notre-Dame brûle de Jean-Jacques Annaud
- 2022 : L'Innocent de Louis Garrel
- 2023 : Mon crime de François Ozon

## Décorateur pour la scène
- 1992 : Cérémonie d'ouverture des Jeux olympiques d'Albertville, mise en scène Philippe Decouflé
- 1993 : Petites Pièces Montées, mise en scène Philippe Decouflé
- 1995 : Decodex, mise en scène Philippe Decouflé
- 2005 : Corteo, spectacle du Cirque du Soleil
- 2009 : L'Amour de loin, opéra de Kaija Saariaho, mise en scène Daniele Finzi Pasca
- 2011 : Aida, opéra de Verdi, mise en scène Daniele Finzi Pasca
- 2011 : Iris, spectacle du Cirque du Soleil, mise en scène Philippe Decouflé
- 2016 : Paramour, spectacle du Cirque du Soleil, mise en scène Philippe Decouflé
- 2016 : The Beatles Love, spectacle du Cirque du Soleil
- 2016 : Contact, mise en scène Philippe Decouflé
- 2022 : Stéréo, mise en scène Philippe Decouflé

## Distinctions

### Récompenses
- César 1996 : César du meilleur décor pour La Cité des enfants perdus
- César 2001 : César du meilleur décor pour Vatel

### Nominations
- César 2000 : César des meilleurs décors pour Astérix et Obélix contre César
- Oscars 2001 : Oscar de la meilleure direction artistique pour Vatel
- César 2009 : César des meilleurs décors pour Faubourg 36
- César 2016 : César des meilleurs décors pour L'Odeur de la mandarine
- César 2020 : César des meilleurs décors pour J'accuse

### Documentation
- Jean Rabasse (int. par Frédéric Vidal), « Être aussi fort que la BD », BoDoï, no 23,‎ septembre 1999, p. 40-43.